# Sepólia
Sepólia (en grec moderne : Σεπόλια) est un quartier d'Athènes, en Grèce. Il est situé au nord-ouest d'Omónia et bordé par les quartiers Káto Patíssia, Ágios Nikólaos et Colone.